# Christa Moog
Christa Moog (* 30. Januar 1952 in Schmalkalden) ist eine deutsche Schriftstellerin.

## Leben
Christa Moog wuchs in Eisenach auf. Nach dem Abitur absolvierte sie eine Facharbeiter-Ausbildung als Kellnerin, anschließend studierte sie Germanistik und Sport an der Universität Halle (Saale). Nach dem Studium arbeitete sie als Lehrerin und in verschiedenen anderen Jobs. Seit ihrer Ausreise aus der DDR im Jahre 1984 lebt sie in Berlin. Sie hat mehrfach Reisen auf den Spuren ihres großen Vorbilds, der neuseeländischen Autorin Katherine Mansfield, unternommen, die sie nach London, Paris und Neuseeland führten.
Christa Moog ist Mitglied des PEN-Zentrums Deutschland.
Zudem führt sie in Berlin das „Hotel Friedenau – Das Literaturhotel Berlin“.

## Auszeichnungen und Preise
- 1986: Rauriser Literaturpreis
- 1986: Marburger Literaturpreis
- 1988: Aspekte-Literaturpreis
- 1991 und 1993: Villa-Massimo-Stipendium

## Werke
- Aus tausend grünen Spiegeln. Roman. Rowohlt, Reinbek 1991, ISBN 3-499-12755-5.
- Die Fans von Union. Geschichten. Rowohlt, Reinbek 1987, ISBN 3-499-12118-2.